# FC Schaffhausen
Der FC Schaffhausen aus der Stadt Schaffhausen wurde 1896 – an einem Unterhaltungsabend auf dem Munot – als „Football-Club Viktoria“ gegründet und gehört zu den ältesten Schweizer Fussballclubs. Es gibt nur acht heute noch bestehende Vereine, die früher gegründet wurden.

## Geschichte

### 1896–2000: Gründerjahre
Erster Vereinspräsident war der Schaffhauser Kaufmann Robert Sturzenegger, Bruder des bekannten Kunstmalers Hans. Ab 1902 firmierte der Verein – der lange Jahre um sein Überleben kämpfte – dann unter "Fussball-Klub Schaffhausen", später unter "Vereinigte Fussball-Klubs von Schaffhausen" und zwischen 1915 und 1936 unter "Vereinigte FC Schaffhausen-Sparta", bevor er seinen heutigen Namen erhielt. Während der Verein noch bis in die 1920er Jahre keinen eigenen Platz besass, war er bereits im Frühjahr 1901 in die Schweizerische Fussball-Association aufgenommen worden.

### 2000 bis 2012: Super League auf- und Abstieg
Die Schaffhauser gehörten bisher 54 Saisons der zweithöchsten Spielklasse an und spielten von 1955 bis 1957, 1961/62 und 1963/64 in der Nationalliga A. Nach dem erneuten Aufstieg im Jahre 2004 musste der FC Schaffhausen im Sommer 2007 absteigen und spielt nun in der Challenge League, der zweithöchsten Spielklasse der Schweiz.
Am 21. März 2007 trennte sich der FC Schaffhausen von seinem langjährigen Trainer Jürgen Seeberger. Er war bereits in der 7. Saison beim FC Schaffhausen als Cheftrainer tätig und führte die Mannschaft von der 1. Liga bis in die Axpo Super League. Anschliessend übernahm Marco Schällibaum den Trainerposten und kämpfte mit der Mannschaft gegen den Abstieg in die Challenge League. Dieser konnte allerdings nicht verhindert werden, da man im letzten Spiel mit 0:2 gegen den FC Thun verlor. In der Saison 2010/11 folgte ein weiterer Tiefpunkt in der Vereinsgeschichte des FC Schaffhausen, der FCS verlor in der vorletzten Runde im Spiel gegen Stade Nyonnais mit 2:3 und musste deswegen in die 1. Liga absteigen.

### 2013 bis 2017: Aufstieg Challenge League und neues Stadion
Am 29. April 2013 wurde bekanntgegeben, dass der FC Schaffhausen alle benötigten sechs Kriterien (Recht, Infrastruktur, Sport, Administration, Finanzen und Sicherheit) erfüllt, um sich die Spiellizenz für die Challenge League zu sichern. In der letzten Partie der Saison 12/13 gelang dem FCS der Wiederaufstieg in die Challenge League.
Von 1991 bis zu seinem Tod im Januar 2019 war Aniello Fontana Präsident und Förderer des FC Schaffhausen. Er war treibende Kraft hinter dem Bau des neuen Stadions Lipo-Park (heute: FCS Arena Schaffhausen), das Anfang Januar 2017 eröffnet wurde und das bisherige Stadion Breite ersetzte.

### 2018 bis 2023: Ära Roland Klein
Nach dem Tod von Fontana übernahm im Juni 2019 der frühere GC-Vizepräsident Roland Klein die FC Schaffhausen AG und die Stadion Schaffhausen AG. Klein sagte, dass der Verein unter ihm zur Ruhe kommen und das Stadion auch für Anlässe abseits des Fussballs genutzt werden sollte. In der Saison 2021/22 kam der FC Schaffhausen bis in die Barrage gegen den FC Luzern, gegen den sich die Munotstädter aber nicht durchsetzen konnte, nachdem es im Hinspiel noch zu einem 2:2 kam, verloren die Schaffhauser das Rückspiel in Luzern mit 2:0.

### 2023 bis 2025: Ära Jimmy Berisha
Im Dezember 2023 wurde eine Neuausrichtung bekannt gegeben. Neuer Präsident und Geschäftsführer wurde Jimmy Berisha, der im Jahr zuvor den vielbeachteten Einstieg von chinesischen Investoren bei den Zürcher Grasshoppers initiiert hatte. Roland Klein trat aufgrund seiner «gesundheitlichen Situation» von seinem Präsidialamt zurück, blieb aber weiterhin Besitzer des Clubs. Bereits ein Monat zuvor kam es zu einer skurillen Pressekonferenz als der neue Trikot- und Stadionsponsor Berformance vorgestellt wurde. Roland Klein beantwortete keine Fragen und auch der Sponsor blieb sehr vage, was das eigene Geschäft angeht. Das Geschäftsmodell von Berformance wurde bereits nach Einstieg als Hauptsponsor kritisiert. Bereits im Dezember 2023 konnte Berformance versprochene Renditen nicht mehr an Kunden auszahlen und die deutsche Bundesanstalt für Finanzdienstleistungsaufsicht warnte vor Anlagen bei der Firma. Ab Januar 2024 plante der FC Schaffhausen seinen Ausstieg aus dem Vertrag mit seinem Hauptsponsor. Im Juni wurden schliesslich führende Mitarbeiter des frühere Sponsors festgenommen. Jimmy Berisha erklärte, dass er und seine Geschäftsleitung den Sponsor genau durchleuchtet und «offensichtlich unsere Hausaufgaben erledigt» hätten. Berisha fiel im Mai 2024 mit einem Foto auf, dass er mit einem saudischen Prinzen und einem FC Schaffhausen Trikot aufgenommen hatte. Aus dem Lager der Fans kam massive Kritik über das Vorhaben. Berisha sagte gegenüber dem Blick: «Wir nehmen die Vorbehalte der Fans ernst.» Mitte Mai erhielt der FCS seine Lizenz für die Saison 2024/25 in zweiter Instanz. Dieser Entscheid wurde nach Beginn der neuen Saison kritisiert, da die AG massive Betreibungen hatte. So war im Januar 2025 noch eine Betreibung des Juniorenpartners FC Winterthur von 387'270 Franken und 80 Rappen hängig. Gemäss Spekulationen des Blicks war das Stadion als Vermögenswert der Hauptgrund dafür, dass die Lizenz erteilt wurde, allerdings waren die Kosten für den Verein kaum tragbar.

### Ära Fitim Hasani (2025)
Im Januar 2025 wurde angekündigt, dass der FC Schaffhausen an zwei Bauunternehmer aus Zürich verkauft worden sei. Jimmy Berisha distanzierte sich schliesslich vom Verkauf, als CEO und Verwaltungsratspräsident habe er den Verkauf nicht abgewickelt. Der offizielle Verkauf verzögerte sich. In der Lokalpresse wurden die beiden Bauunternehmer kritisiert, da diese selbst (Stand: Januar 2025) Betreibungen von rund 1,4 Millionen Franken aufgeführt hatten. Eine Betreibung stammte pikanterweise von einer umstrittenen Firma für Coronatestzentren, dessen Vizepräsident zeitweise einer der neuen Besitzer des FCS war. Ausserdem wurde von diversen Kunden die Geschäftsführung kritisiert. Immer wieder wurde die Verbindung von Nationaltrainer Murat Yakin zum FC Schaffhausen diskutiert. So wurde Yakin vorgeworfen, er sei am FC Schaffhausen beteiligt sei, was als Nationaltrainer nicht zulässig wäre. Yakin bestritt eine Beteiligung am Verein, gab aber in einem Interview mit dem Medienverbund CH Media an, dass er für die Rettung des Stadions ein Darlehen in siebenstelliger Höhe vergeben habe. Sein Bruder Hakan Yakin kehrte im März 2025 als Trainer zurück. Er löste den bisherigen Trainer Ciriaco Sforza ab.

### Ära Martin Frick (seit 2025)
Im Mai 2025 wurde dem FC Schaffhausen die Lizenz für die Saison 2025/26 in der ersten Instanz verweigert. Der VR-Präsident Fitim Hasani liess sich mit zitieren, dass man zuversichtlich auf den Entscheid der Rekursinstanz blicke. Zwei Tage später wurde bekannt gegeben, dass der Club an die Lotus One Swiss AG verkauft worden sei, die wiederum von einem Finanzunternehmen aus Singapur gegründet wurde. Neuer Präsident wurde Martin Frick aus Wil SG. Anfang Mai 2025 stieg der FC Schaffhausen nach 12 Jahren aus der zweithöchsten Liga ab. Trotzdem zeigte sich die Clubführung zuversichtlich. Die Schulden des Vereins seien getilgt. Der neue Clubpräsident liess sich folgendermassen zu seinen langfristigen Plänen zitieren: «Wir haben einen 5-Jahres-Plan, bis dahin würden wir gerne in der Super League spielen».

## Saisonbilanzen
| Saison    | Rang  | Liga              | Anmerkungen                                    |
| --------- | ----- | ----------------- | ---------------------------------------------- |
| 1950/51   | 01.   | 1. Liga           | Aufstieg NLB                                   |
| 1951/52   | n. b. | n. b.             |                                                |
| 1952/53   | n. b. | n. b.             |                                                |
| 1953/54   | n. b. | n. b.             |                                                |
| 1954/55   | 02.   | NLB               | Aufstieg NLA                                   |
| 1955/56   | 10.   | NLA               |                                                |
| 1956/57   | 14.   | NLA               | Abstieg NLB                                    |
| 1957/58   | n. b. | n. b.             |                                                |
| 1958/59   | n. b. | n. b.             |                                                |
| 1960/61   | 02.   | NLB               | Aufstieg NLA                                   |
| 1961/62   | 13.   | NLA               | Abstieg NLB                                    |
| 1962/63   | 01.   | NLB               | Aufstieg NLA                                   |
| 1963/64   | 13.   | NLA               | Abstieg NLB                                    |
| 19xx/xx   | n. b. | n. b.             |                                                |
| 1983/84   | 01.   | 1. Liga           | Aufstieg NLB                                   |
| 19xx/xx   | n. b. | n. b.             |                                                |
| 1999/2000 | n. b. | n. b.             |                                                |
| 2000/01   | n. b. | n. b.             |                                                |
| 2001/02   | 01.   | 1. Liga           | Aufstieg Challenge League (Ex NLB)             |
| 2002/03   | 07.   | Challenge League  |                                                |
| 2003/04   | 01.   | Challenge League  | Aufstieg Axpo Super League                     |
| 2004/05   | 09.   | Axpo Super League | Barragespiel FC Vaduz 1:1 / 1:0, Ligaerhalt    |
| 2005/06   | 08.   | Axpo Super League |                                                |
| 2006/07   | 10.   | Axpo Super League | Abstieg Challenge League                       |
| 2007/08   | 06.   | Challenge League  |                                                |
| 2008/09   | 11.   | Challenge League  |                                                |
| 2009/10   | 11.   | Challenge League  |                                                |
| 2010/11   | 15.   | Challenge League  | Abstieg 1. Liga                                |
| 2011/12   | 02.   | 1. Liga Gruppe 3  | Aufstieg 1. Liga Promotion                     |
| 2012/13   | 01.   | 1. Liga Promotion | Aufstieg Challenge League                      |
| 2013/14   | 04.   | Challenge League  |                                                |
| 2014/15   | 04.   | Challenge League  |                                                |
| 2015/16   | 05.   | Challenge League  |                                                |
| 2016/17   | 04.   | Challenge League  |                                                |
| 2017/18   | 02.   | Challenge League  |                                                |
| 2018/19   | 07.   | Challenge League  |                                                |
| 2019/20   | 09.   | Challenge League  |                                                |
| 2020/21   | 04.   | Challenge League  |                                                |
| 2021/22   | 02.   | Challenge League  | Barragespiel FC Luzern 2:2 / 0:2, Ligaverbleib |
| 2022/23   | 07.   | Challenge League  |                                                |
| 2023/24   | 09.   | Challenge League  |                                                |
| 2024/25   | 10.   | Challenge League  | Abstieg Promotion League                       |

## Erfolge im Cup
- Cuphalbfinal 2002/03: FC Basel – FC Schaffhausen am 15. April 2003 – 3:0 (1:0)
- Cupfinal 1993/94: Grasshopper Club Zürich – FC Schaffhausen am 15. Mai 1994 – 4:0 (2:0)
- Cupfinal 1987/88: Grasshopper Club Zürich – FC Schaffhausen am 23. Mai 1988 – 2:0 (1:0)
- Cuphalbfinal 1960/61: FC Schaffhausen – La Chaux-de-Fonds am 3. April 1961 – 0:2 (0:2)

## Stadion

### FCS Arena Schaffhausen
Anfang Januar 2017 wurde das neue Fussballstadion LIPO Park Schaffhausen eröffnet. Es bietet rund 8'000 überdachte Sitzplätze und ist mit einem beheizbaren Kunstrasen ausgestattet. Das erste Spiel fand am 25. Februar 2017 gegen den FC Winterthur statt. Der FC Schaffhausen gewann 2:1. Das erste Tor im neuen Stadion schoss Shkelqim Demhasaj. Zu Beginn der Saison 2021/22 hat sich die Versicherungsfirma wefox die Namensrechte gesichert. Zu Beginn der Saison 2023/24 sicherte sich die Firma Berfomance die Sponsoringrechte für drei Jahre. Somit hiess das Stadion Berformance Arena Schaffhausen. Das Stadion beinhaltet weiterhin einen LIPO Einrichtungsmarkt sowie ein Fitnessstudio der Kette Clever fit. 2024 konnte noch kein Sponsor für den Stadionnamen gefunden werden, heisst deshalb aktuell FCS Arena Schaffhausen.

### Stadion Breite
Bis Ende 2016 spielte der FC Schaffhausen im Stadion Breite. Es hat 6'010 ungedeckte Stehplätze, 1'028 gedeckte Sitzplätze und 262 ungedeckte Sitzplätze. Insgesamt fasst das Stadion 7'300 Leute. Die Spielfeldgrösse beträgt ca. 104 × 69 Meter. Es hat vier Eingänge und elf Kassen sowie eine Kasse für Vorbestellungen. Es gibt diverse Essens- und Getränkestände sowie ein Klubhaus mit Sitzplätzen für 120 Personen.

## Die 1. Mannschaft
Stand: 4. November 2024

Profispieler des FC Schaffhausen, die an einen anderen Club ausgeliehen sind, werden nicht aufgeführt.
| Nr.               | Nat.                         | Spieler              | Im Verein seit | Letzter Verein          | weiteres |
| Tor               | Tor                          | Tor                  | Tor            | Tor                     | Tor      |
| ----------------- | ---------------------------- | -------------------- | -------------- | ----------------------- | -------- |
| 20                | Italien                      | Samuele Rutigliano   | 2024           | FC Lugano Jugend        |          |
| 29                | Schweiz                      | Leon Rüeger          | 2023           | eigene Jugend           |          |
| 32                | Schweiz                      | Nicolas Glaus        | 2024           | Grasshopper Club Zürich | Leihe    |
| 34                | Schweiz Italien              | Gianni De Nitti      | 2023           | FC Zürich               |          |
| 44                | Deutschland                  | Adrian Mulaj         | 2024           | FC Rapperswil-Jona      |          |
| Verteidigung      |                              |                      |                |                         |          |
| 020               | Irak Schweden                | Rebin Sulaka         | 2024           | FC Seoul                |          |
| 04                | Schweiz                      | Ben Schläppi         | 2024           | BSC Young Boys          |          |
| 05                | Kosovo Schweiz               | Arbnor Hasani        | 2023           | FC Winterthur U21       |          |
| 06                | Schweiz Niederlande          | Roy Gelmi            | 2024           | FC Vaduz                |          |
| 15                | Albanien Schweiz             | Bujar Lika           | 2017           | Grasshopper Club Zürich |          |
| 16                | Mexiko Schweiz               | Mauricio Willimann   | 2024           | FC Luzern               | Leihe    |
| 21                | Schweiz                      | Noel Wetz            | 2024           | FC Aarau                |          |
| 25                | Schweiz                      | Abd el Raouf Djezari | 2024           | eigene Jugend           |          |
| 28                | Guinea-Bissau Portugal       | Eliseu Nadjack       | 2024           | FC Langenthal           |          |
| 33                | Albanien Kosovo              | Ermir Lenjani        | 2024           | Ümraniyespor            |          |
| Mittelfeld        |                              |                      |                |                         |          |
| 08                | Schweden Eritrea             | Joel Berhane         | 2024           | FC Paradiso             |          |
| 10                | Kosovo Schweiz               | Orges Bunjaku        | 2023           | Grenoble Foot           |          |
| 12                | Ghana                        | Isaac Arthur         | 2024           | FC Basel                | Leihe    |
| 17                | Kosovo Schweiz               | Mark Marleku         | 2023           | SC Kriens               |          |
| 18                | Schweiz                      | Noe Holenstein       | 2024           | FC Winterthur           | Leihe    |
| 19                | Polen Belgien                | Olaf Kozlowski       | 2024           | US Triestina            |          |
| 20                | Schweiz Brasilien            | Stephan Seiler       | 2024           | AC Bellinzona           |          |
| 23                | Italien                      | Alessandro Bizzarri  | 2024           | FC Paradiso             |          |
| 24                | Schweiz                      | Iwan Hegglin         | 2024           | FC Luzern               | Leihe    |
| 30                | Deutschland Nigeria          | Adriano Onyegbule    | 2024           | FC Basel                | Leihe    |
| 49                | Kongo Demokratische Republik | Ruben Bakwetila      | 2024           | FC Lugano               |          |
| 67                | Schweiz                      | Mikail Akdemir       | 2024           | FC Lugano               |          |
| 74                | Russland Vereinigte Staaten  | Maxim Novoselskiy    | 2024           | FC Lugano               |          |
| 77                | Schweiz Brasilien            | Wily Vogt            | 2022           | FC Winterthur           |          |
| 80                | Schweiz                      | Limi Rrustemi        | 2023           | eigene Jugend           |          |
| Sturm             |                              |                      |                |                         |          |
| 07                | Schweiz Kamerun              | Marc Giger           | 2024           | FC Paradiso             |          |
| 09                | Spanien                      | Felipe Pasadore      | 2024           | CDSA Bulo               |          |
| 14                | Osterreich                   | Brendon Abazi        | 2024           | eigene Jugend           |          |
| 22                | Schweiz Italien              | Gabriele De Donno    | 2023           | BSC Young Boys U21      |          |
| Erweitertes Kader |                              |                      |                |                         |          |

## Ehemalige Spieler und Trainer

### Spieler
- Raul Bobadilla
- Roberto Di Matteo
- Stephan Lehmann
- Simon Leu
- Luca Iodice
- Antonio Dos Santos
- Joachim Löw
- Eugen 'Geni' Meier
- Fabio Coltorti
- Milaim Rama
- Moreno Merenda
- Patrick Foletti
- Romano Sartori
- Nicolas Beney
- Dorjee Tsawa
- Flavio Agosti
- Gilberlandio Gil
- Thomas Weller
- Daniel Senn
- Marcel Herzog
- Jens Truckenbrod
- Daniel Sereinig
- Yannick Reinhard
- Daniel Tarone
- Francisco Neri
- Nils Fehr
- Andy Bächtold
- Kurt Rüegg
- Remo Pesenti
- Zoltan Kadar
- Souleyman Sané
- Christ Bongo
- Gábor Gerstenmájer
- Erich Hürzeler
- Vaidotas Šlekys
- Giuseppe Gambino
- Rodrigo Stasiak (Toco)
- Albert Bunjaku
- Franciel Hengemühle
- Mirko Pavlicevic
- Steffen Ziffert
- Martin Ogg
- Carlos da Silva
- Philippe Montandon
- Roman Bürki
- Daniel Pavlović
- Newton Ben Katanha
- Remo Staubli
- Bruno Valente
- Christian Schlauri
- Stephane Nater
- Andy Galliker

- Eren Derdiyok

### Trainer
- Gustav Bark
- Otto Lanz
- Werner Pröfrock
- Max Weiler
- Marco Bianchi
- Pepi Smistik
- Jupp Derwall
- Anton Allemann
- Rolf Fringer
- Karl Berger
- Roland Frei
- Walter Iselin
- Maurizio Jacobacci
- Boro Kuzmanovic
- Marco Filomeno
- Jürgen Seeberger
- Marco Schällibaum
- Fabian Müller
- Hans Stamm
- Josip Krajinovic
- Murat Yakin
- Hakan Yakin[27]

Weitere Spieler und Trainer sind in der Kategorie:Person (FC Schaffhausen) zu finden.